# Ironman
Ironman – debiutancki solowy album amerykańskiego rapera Ghostface Killaha członka Wu-Tang Clanu wydany 29 października 1996 roku nakładem wytwórni Epic Streets.
Płyta została wyprodukowana przez RZA oraz True Mastera i zadebiutowała na 2. miejscu listy Billboard 200 i na 1. listy Top R&B/Hip-Hop Albums. Na albumie zostały użyte dialogi z filmów blaxploitation i soulowe sample z lat 60. i 70.
1 sierpnia 1997 roku według Recording Industry Association of America album uzyskał status złotej płyty, a 2 września 2004 roku status platynowej.

## Lista utworów
| #  | Tytuł                      | Wykonanie | Producent   | Sample | Czas |
| -- | -------------------------- | --- | ----------- | --- | ---- |
| 1  | "Iron Maiden"              | - Pierwsza zwrotka/refren: Raekwon - Druga zwrotka: Ghostface Killah - Trzecia zwrotka: Cappadonna                                         | RZA         | - Al Green – "Gotta Find a New World" - Al Green – "Strong as Death (Sweet as Love)" - Dialogi z filmu The Education of Sonny Carson                                                                                       | 4:46 |
| 2  | "Wildflower"               | - Zwrotka: Ghostface Killah - Wokal wspierający: Scotty Wotty/Jamie Sommers                                                                | RZA         | - Johnny Mathis – "Someone" - Dialogi z filmu J.D.'s Revenge | 3:26 |
| 3  | "The Faster Blade"         | - Raekwon | RZA         | - Los Angeles Negros – "El Rey Y Yo" - The Persuaders – "Can’t Go No Further and Do No Better" | 2:27 |
| 4  | "260"                      | - Pierwsza zwrotka/Outro: Ghostface Killah - Druga zwrotka: Raekwon                                                                        | RZA         | - Al Green – "You Ought to Be with Me" - Dialogi z filmu The Education of Sonny Carson | 2:46 |
| 5  | "Assassination Day"        | - Pierwsza zwrotka: Inspectah Deck - Druga zwrotka: RZA - Trzecia zwrotka: Raekwon - Czwarta zwrotka: Masta Killa                          | RZA         | - Interpolacja przysięgi na wierność sztandarowi Stanów Zjednoczonych (Pledge of Allegiance) - Dialogi z filmu Podejrzani - Dialogi z filmu Crying Freeman                                                                 | 4:18 |
| 6  | "Poisonous Darts"          | - Ghostface Killah | RZA         | - Dialogi z filmu Mystery of Chessboxing | 2:15 |
| 7  | "Winter Warz"              | - Refren: Raekwon - Pierwsza zwrotka: U-God - Druga zwrotka: Ghostface Killah - Trzecia zwrotka: Masta Killa - Czwarta zwrotka: Cappadonna | RZA         | - Z.Z. Hill – "I Think I'd Do It" - Manzel – "Midnight Theme" | 4:40 |
| 8  | "Box in Hand"              | - Intro: The Force M.D.s - Pierwsza zwrotka/Interlude: Raekwon - Druga zwrotka: Ghostface Killah - Trzecia zwrotka: Method Man             | RZA         | - Method Man – "Release Yo' Delf" - The Jackson 5 – "Never Can Say Goodbye" | 3:14 |
| 9  | "Fish"                     | - Intro: Raekwon / Ghostface Killah - Pierwsza zwrotka: Ghostface Killah - Druga zwrotka: Cappadonna - Trzeci zwrotka: Raekwon             | True Master | - Otis Redding – "Change Is Gonna Come" - The Amazing Rhythm Aces – "A Jackass Gets His Oats" - Dialogi z filmu Crying Freeman                                                                                             | 3:50 |
| 10 | "Camay"                    | - Intro: Ghostface Killah / Cappadonna - Pierwsza zwrotka: Raekwon - Druga zwrotka: Cappadonna - Trzecia zwrotka: Ghostface Killah         | RZA         | - Teddy Pendergrass – "Can’t We Try?" - Southside Movement – "I've Been Watchin' You" | 4:34 |
| 11 | "Daytona 500"              | - Intro/Refren: The Force M.D.s - Pierwsza zwrotka: Raekwon - Druga zwrotka: Ghostface Killah - Trzecia zwrotka: Cappadonna                | RZA         | - Bob James – "Nautilus" - Vicki Sue Robinson – "Turn the Beat Around" - Michael Jackson – "The Lady in My Life" - Wu-Tang Clan – "Da Mystery of Chessboxin’" - Raekwon – "Ice Water" - Raekwon – "Incarcerated Scarfaces" | 4:40 |
| 12 | "Motherless Child"         | - Intro: Ghostface Killah / Raekwon - Pierwsza zwrotka: Raekwon - Druga zwrotka: Ghostface Killah - Outro: Ghostface Killah                | RZA         | - O.V. Wright – "Motherless Child" - O.V. Wright – "Into Something (I Can’t Shake Loose)" | 3:45 |
| 13 | "Black Jesus"              | - Intro: Popa Wu, Raekwon, Ghostface Killah - Pierwsza zwrotka: Raekwon - Druga zwrotka: Ghostface Killah - Trzecia zwrotka: U-God         | RZA         | - Blackbyrds – "Riot" - Eggo – "L'eggo My Eggo" | 4:37 |
| 14 | "After the Smoke Is Clear" | - Refren/Wokal wspierający: The Delfonics - Pierwsza zwrotka: Ghostface Killah - Druga zwrotka: Raekwon - Trzecia zwrotka: RZA             | RZA         | - Jimmy Ruffin – "What Becomes of the Brokenhearted" | 3:17 |
| 15 | "All That I Got Is You"    | - Pierwsza zwrotka: Ghostface Killah - Refren/Wokal wspierający/Druga zwrotka: Mary J. Blige - Outro: Popa Wu                              | RZA         | - The Jackson 5 – "Maybe Tomorrow" - Dialogi z filmu The Education of Sonny Carson | 5:21 |
| 16 | "The Soul Controller"      | - Refren/Wokal wspierający: The Force M.D.s - Zwrotka: Ghostface Killah                                                                    | RZA         | - Jan Sebastian Bach – "I Koncert brandenburski F-dur" - Sam Cooke – "A Change Is Gonna Come" - Patrick Doyle – "Remember Me" - Dialogi z filmu Życie Carlita - Dialogi z filmu Podejrzani                                 | 6:50 |
| 17 | "Marvel"                   | - Intro: RZA / Ghostface Killah - Pierwsza zwrotka: Ghostface Killah - Druga zwrotka: RZA                                                  | RZA         | | 5:10 |

## Wydania
| Rok  | Nr katalogowy           | Format            | Wytwórnia        | Region          |
| ---- | ----------------------- | ----------------- | ---------------- | --------------- |
| 1996 | EK 67729                | CD                | Epic Records     | USA             |
| 1996 | EPC 485389 1            | 2x Płyta winylowa | Epic Records     | Wielka Brytania |
| 1996 | EPC 485389 2            | CD                | Epic Records     | Europa          |
| 1996 | E2 67729                | 2x Płyta winylowa | Epic Records     | USA             |
| 1996 | 485389 9 / EPC 485389 9 | CD                | Razor Sharp/Epic | Austria         |
| 1996 | EK 67955                | CD                | Razor Sharp/Epic | Kanada          |
| 1996 | E2-3258                 | 2x Płyta winylowa | Epic Records     | Kanada          |
| 1996 | EK 67955                | CD                | Razor Sharp/Epic | USA             |
| 2010 | GET 51267               | 2x Płyta winylowa | Get On Down      | USA             |

## Notowania
| Kraj              | Lista                  | Pozycja |
| ----------------- | ---------------------- | ------- |
| Francja           | Les Charts             | 30      |
| Holandia          | Dutch Album Top 100    | 71      |
| Stany Zjednoczone | Billboard 200          | 2       |
| Stany Zjednoczone | Top Album Sales        | 2       |
| Stany Zjednoczone | Top R&B/Hip-Hop Albums | 1       |
| Szkocja           | Scottish Albums Chart  | 71      |
| Szwecja           | Swedish Charts         | 21      |
| Wielka Brytania   | UK Albums Chart        | 38      |

| Kraj   | Lista                      | Pozycja |
| ------ | -------------------------- | ------- |
| Niemcy | Offizielle Deutsche Charts | 43      |